# Couchet

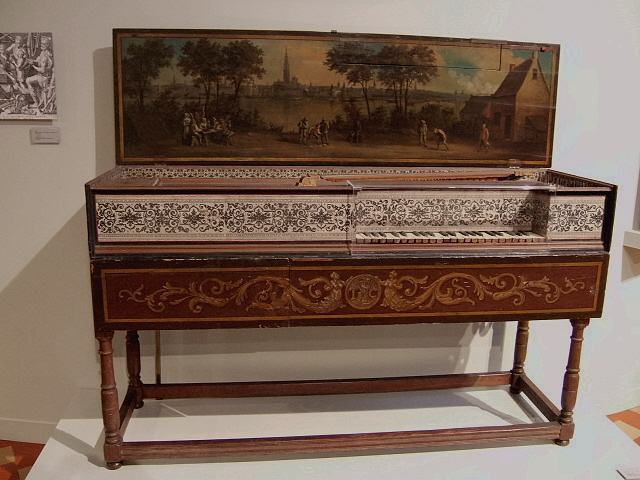
Muselaar van 1650 - Antwerpen, Vleeshuis

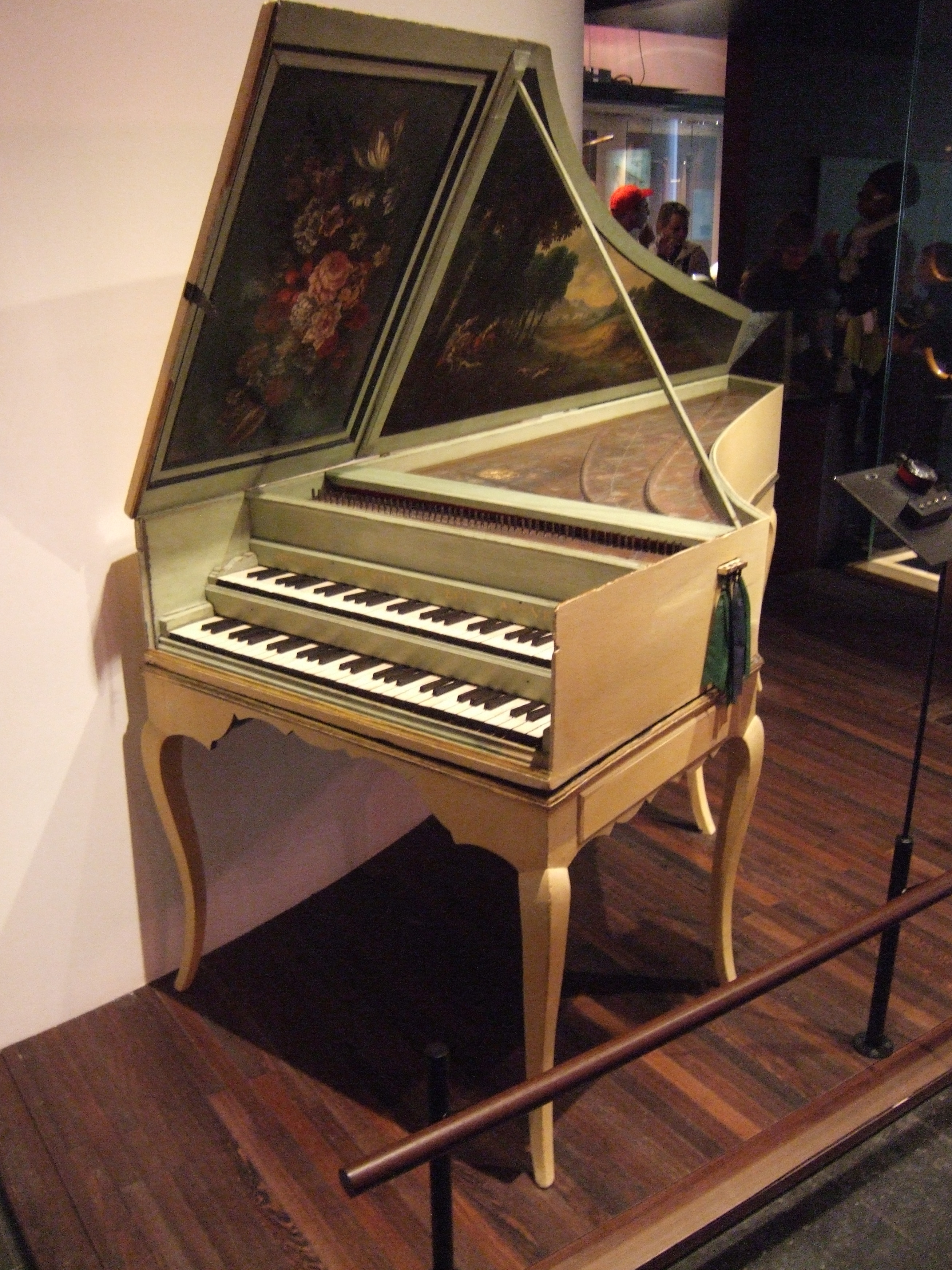
Klavecimbel door Jan Couchet, 1646, gemodificeerd door Pascal Taskin in de 18e eeuw (MIM Brussel).

De Couchet zijn een familie van Antwerpse klavecimbelmakers, verwanten, erfgenamen en voortzetters van de familie Ruckers.
Ioannes Couchet (of Jan Couchet), geboren in Antwerpen op 2 februari 1615 en in zijn geboortestad op 30 maart 1655 overleden, was een kleinzoon van Hans Ruckers, door zijn moeder Catharina, de echtgenote van Carel Couchet.
Na de dood van zijn moeder, ging hij in de leer bij zijn oom Ioannes Ruckers, en werd toegelaten als meester in de Antwerpse Sint-Lucasgilde na diens dood in 1642.

## Interne links
- Ruckers
- Joseph Antoon Couchet